# Elecciones parlamentarias de Corea del Norte de 2009
Las elecciones parlamentarias para la formación de la 12.ª Asamblea Suprema del Pueblo de Corea del Norte, se celebraron el 8 de marzo de 2009.

## Contexto
El 7 de enero de 2009, la Agencia Telegráfica Central de Corea (ATCC) anunció que las próximas elecciones a la Asamblea Popular Suprema se celebrarían el 8 de marzo. Aunque los comicios debían de haberse realizado en agosto de 2008, no se anunció ningún motivo oficial del porqué se demoraron. En este aspecto, diversos informes indicaron que el líder norcoreano, Kim Jong-il, sufrió un derrame cerebral en agosto de 2008, siendo entonces el deterioro de su estado de salud uno de los motivos más plausibles de su retraso.
En este sentido, inicialmente se dio a conocer que Kim Jong-un, tercer hijo de Kim Jong-il, estaría entre los candidatos. Finalmente, se renunció a esta opción con el fin de no favorecer abiertamente a su descendiente, con el fin de evitar desencadenar un eventual conflicto interno por los aspirantes al liderato del estado. Unido a este trasfondo nacional, a nivel exterior, Corea del Norte se encontraba inmersa en plena escalada de la presión internacional para que  abandonara su programas nucleares y de misiles. Consecuentemente, la composición de la nueva Asamblea Popular Suprema se convirtió en uno de los focos de los medios internacionales, en busca de visualizar cualquier cambio político en el país con la renovación parlamentaria.

## Proceso electoral
Todos los ciudadanos mayores de 17 años de edad tienen la obligación de participar en los comicios, factor que genera una participación masiva en todos los procesos electorales. La elección de los 687 parlamentarios de los que está compuesta la Asamblea Popular Suprema se realiza mediante un escrutinio basado en circunscripciones uninominales con un único candidato. Oficialmente, el representante es elegido por los votantes a través de reuniones en cada una de las circunscripciones, donde estos pueden nombrar al aspirante para su demarcación electoral. A pesar de esto, se cree que la mayoría de los candidatos fueron elegidos directamente por Kim Jong-il, el Frente Democrático para la Reunificación de la Patria y los militares. En consecuencia, de facto la acción de los votantes se limita a mostrar o no su apoyo al candidato propuesto por el partido en su región.

## Resultados
Los distintos partidos políticos que se presentaban a las elecciones, así como el conjunto de candidatos independientes, forman parte de la alianza del Frente Democrático para la Reunificación de la Patria, frente popular que tiene como base la ideología Juche en la que se sustenta el estado. Según el Comité Electoral Central, el 99,98% de los electores registrados participaron en los comicios. El 46,58% de los parlamentarios fueron renovados, mientras que los 367 restantes fueron reelegidos, estando ahora compuestos por 580 hombres y 107 mujeres. A diferencia de los anteriores comicios de 2003, los tecnócratas y expertos financieros cobraron una importante cuota de representación en detrimento de los militares, los cuales pasaron a ocupar 116 escaños del conjunto de 687.
| Alianza                                               | Partidos                                           | Votos | %     | Asientos |
| ----------------------------------------------------- | -------------------------------------------------- | ----- | ----- | -------- |
| Frente Democrático para la Reunificación de la Patria | Partido del Trabajo de Corea                       |       | 100   | 606      |
| Frente Democrático para la Reunificación de la Patria | Partido Social Demócrata de Corea                  | 50    | 100   |          |
| Frente Democrático para la Reunificación de la Patria | Partido Chondoísta Chong-u                         | 22    | 100   |          |
| Frente Democrático para la Reunificación de la Patria | Asociación general de coreanos residentes en Japón | 6     | 100   |          |
| Frente Democrático para la Reunificación de la Patria | Asociaciones religiosas                            | 3     | 100   |          |
| Total                                                 | Total                                              |       | 100   | 687      |
| Votantes registrados / participación                  | Votantes registrados / participación               |       | 99.98 | –        |
| Fuente: IPU                                           |                                                    |       |       |          |

## Diputados electos
Tras las elecciones,  la 12.ª Asamblea Suprema del Pueblo quedó compuesta por los siguientes diputados:
| Número de circunscripción | Distrito Electoral | Diputado Electo      |
| ------------------------- | ------------------ | -------------------- |
| 1                         | Mangyongdae        | Ri Ul-sol            |
| 2                         | Kwangbok           | Kim Yong-bok         |
| 3                         | Phalkol            | Kim Kyong-hui        |
| 4                         | Changhun           | Kang Jun-ho          |
| 5                         | Kalrimkil          | Kim Yong-nam         |
| 6                         | Chukjon            | Im Man-soon          |
| 7                         | Taephyong          | Ryoo Chung-ryol      |
| 8                         | Wonro              | Kim Bok-nam          |
| 9                         | Kyongsang          | Hong So-hon          |
| 10                        | Kyoku              | Tak Hua-suk          |
| 11                        | Ryonhwa            | Mun Sang-min         |
| 12                        | Sochang            | Ri Tong-chan         |
| 13                        | Phyongchon         | Mun Son-bul          |
| 14                        | Ansan              | Kim Sok-nam          |
| 15                        | Ponghak            | Sin Yong-chol        |
| 16                        | Ryukkyo            | Pak Pong-nam         |
| 17                        | Saemaul            | Pak Kyu-hong         |
| 18                        | Pothongkang        | Cho Myong-lok        |
| 19                        | Ryukyong           | Kim In-nam           |
| 20                        | Pulkunkori         | Ri Jae-kang          |
| 21                        | Kaeson             | Kim Kwang-chul       |
| 22                        | Pipha              | Kim Yong-ju          |
| 23                        | Chonsung           | Choe Hong-Il         |
| 24                        | Kinmaul            | Ho Jong-suk          |
| 25                        | Sosong             | Kim Kyong-su         |
| 26                        | Changkyong         | Kim Song-hi          |
| 27                        | Hasin              | Ri Myung-ok          |
| 28                        | Chungsin           | Song Chun-sik        |
| 29                        | Taesong            | Yuk Sok-chon         |
| 30                        | Ryonghung          | Hwang Kil-chol       |
| 31                        | Anhak              | Jang Song-thaek[26]  |
| 32                        | Tongmun            | Ri Kyong-il[26]      |
| 33                        | Chongryu           | Kim Ung-kwan[26]     |
| 34                        | Munsu              | Kim Dong-pyut[26]    |
| 35                        | Thabje             | Byon Sseub-ho[26]    |
| 36                        | Sakok              | Ri Yong-mu           |
| 37                        | Tongdaewon         | Ri Sun-im            |
| 38                        | Ryuldong           | Kim Song-hui         |
| 39                        | Sinri              | Jong Dong-du         |
| 40                        | Samma              | Song Ja-reeb         |
| 41                        | Sonkyo             | Yun Ki-jong          |
| 42                        | Tungme             | O Kuk-ryol           |
| 43                        | Ryulkok            | Kang Nam-ik          |
| 44                        | Yongje             | Jon Kyong-su         |
| 45                        | Rakrang            | Kim Yong-nam         |
| 46                        | Chongo             | Ri Kun-il            |
| 47                        | Chongbaek          | Pak Kwan-o           |
| 48                        | Chungsong          | Kang Son-ju          |
| 49                        | Kwanmun            | Kim Myong-hwan       |
| 50                        | Sungri             | Byun Yong-reeb       |
| 51                        | Wonam              | Jong Kwang-hyuk      |
| 52                        | Ryongsong          | Jong Dal-son         |
| 53                        | Rimwon             | Kim Hua-suk          |
| 54                        | Ryongkung          | Jong Hyon-yong       |
| 55                        | Unha               | Ri Yong-chol         |
| 56                        | Oun                | Kim Sae-myong        |
| 57                        | Masan              | Kim Ki-nam           |
| 58                        | Kwahak             | Kim Ho Jae           |
| 59                        | Paesan             | Han Jong-hyuk        |
| 60                        | Sadong             | Kim Bok-sil          |
| 61                        | Turu               | Kim Kyong-ok         |
| 62                        | Hyuam              | Pak Hui-kwan         |
| 63                        | Rihyon             | Riu Mi-yong          |
| 64                        | Ryokpho            | Jon Hui-suk          |
| 65                        | Nungkum            | Jo Yon-jae           |
| 66                        | Hyongjesan         | Kim Song-kyu         |
| 67                        | Hadang             | Kim Yang-gon         |
| 68                        | Hyongsan           | Kang Ki-som          |
| 69                        | Sinmi              | Ri Hua-sil           |
| 70                        | Sunan              | Ri Sung-ho           |
| 71                        | Sokbak             | Pak Jin-sik          |
| 72                        | Samsok             | Rho Jong-nam         |
| 73                        | Todok              | Choe Ik-kyu          |
| 74                        | Kangnam            | Jon Jin-suh          |
| 75                        | Yongjin            | Kim Kuk-tae          |
| 76                        | Kangdong           | Ho Song-kil          |
| 77                        | Ponghwa            | Noh Kwang-chol       |
| 78                        | Samdung            | Hui Yong-ae          |
| 79                        | Hari               | Kim Yu-ho            |
| 80                        | Hukryong           | Kim Jong-su          |
| 81                        | Munhwa             | Lim Nam-su           |
| 82                        | Phyongsong         | Ri Ung-chan          |
| 83                        | Undok              | Kim Jong-lin         |
| 84                        | Ori                | Ri Yong-chol         |
| 85                        | Samhwa             | An In-Kon            |
| 86                        | Kuwol              | Ri Jae-il            |
| 87                        | Okjon              | Jang Chul            |
| 88                        | Paeksong           | So Ju-chong          |
| 89                        | Anju               | Pak Kil-nam          |
| 90                        | Sinanju            | Kim Bong-sil         |
| 91                        | Tongmyon           | Kim Si-hak           |
| 92                        | Wonphung           | Ri Kil-song          |
| 93                        | Namphyong          | Ri Ryong-nam         |
| 94                        | Namhung            | Sin O-sun            |
| 95                        | Kaechon            | Han Chol             |
| 96                        | Ramjon             | Kim Chol-min         |
| 97                        | Sambong            | Kim Yong-dae         |
| 98                        | Konji              | Jong Myong-sun       |
| 99                        | Kangchol           | Jae Hui-jong         |
| 100                       | Ryongjin           | Kim Yong-il          |
| 101                       | Kagam              | Kim Duk-sam          |
| 102                       | Alil               | Pak Nam-ki           |
| 103                       | Ryongun            | Kil Chol-hyuk        |
| 104                       | Sunchon            | La Dong-hui          |
| 105                       | Thaebaeksan        | Yang Hyong-sop       |
| 106                       | Odaesan            | Kim Sun-hua          |
| 107                       | Unphasan           | Ha Ung-chun          |
| 108                       | Chilbongsan        | Im Jong-sil          |
| 109                       | Myoraksan          | Cha Sung-suh         |
| 110                       | Changamsan         | Kim Myong-hak        |
| 111                       | Paektusan          | Ryang Jang-kyun      |
| 112                       | Pongsusan          | Kim Yong-song        |
| 113                       | Sobaeksan          | Jong Myong-jo        |
| 114                       | Namchongang        | Ji Dong-sik          |
| 115                       | Changjagang        | Min Kyong-nam        |
| 116                       | Sinphagang         | Hong Kwang-il        |
| 117                       | Taesongsan         | Kim Jong-suk         |
| 118                       | Mannyonsan         | Jin Yong-il          |
| 119                       | Kuwolsan           | Kim Hyoung-nam       |
| 120                       | Hannasan           | Kim Ui-sun           |
| 121                       | Chonmasan          | Kim Ki-ryong         |
| 122                       | Samkaksan          | Han Jong-hua         |
| 123                       | Sungrisan          | Ro Song-sil          |
| 124                       | Osongsan           | Kim Huan-suh         |
| 125                       | Rokdusan           | Ri Kwang-ho          |
| 126                       | Unbaeksan          | Choe Yong-rim        |
| 127                       | Pongsungsan        | Pak Yong-sun         |
| 128                       | Paekmasan          | Koh Myong-hui        |
| 129                       | Songaksan          | Yu Jang-sok          |
| 130                       | Suyangsan          | Kim Yong-gil         |
| 131                       | Sindoksan          | Lim Don-hua          |
| 132                       | Myongdangsan       | Choe Ryong-ik        |
| 133                       | Pongaksan          | Ju Myong-son         |
| 134                       | Taemyongsan        | Pak Sun-nyo          |
| 135                       | Ryongaksan         | Yu Pom-sun           |
| 136                       | Songchonkang       | Jon Il-chun          |
| 137                       | Phyongchonkang     | Paek Song-nam        |
| 138                       | Sujongkang         | Choe-Ung-kwon        |
| 139                       | Chailkang          | Jo Kyong-chil        |
| 140                       | Samchonkang        | Hwang Hak-won        |
| 141                       | Somjinkang         | Chae Jang-dong       |
| 142                       | Yongchonkang       | Kim Kyong-son        |
| 143                       | Okchonkang         | Kim Kwang-yon        |
| 144                       | Ryesankang         | Kim Kum-suk          |
| 145                       | Oekumkang          | Pak Chun-dam         |
| 146                       | Kalmakang          | Jon Yong-sik         |
| 147                       | Haekumkang         | Ri Kyong-ryol        |
| 148                       | Piphakang          | Kim Jong-myong       |
| 149                       | Kumchonkang        | Ri Man-ho            |
| 150                       | Taedongkang        | Kim Sun-jib          |
| 151                       | Chachonkang        | Hyon Sok-kil         |
| 152                       | Aprokkang          | Kim Ki-kun           |
| 153                       | Tumankang          | Kim Kwang-yong       |
| 154                       | Kunmasan           | Pak Yun-il           |
| 155                       | Naekumkang         | Kim Ok-ryon          |
| 156                       | Kumsu              | Moon Myong-hak       |
| 157                       | Haebal             | Kim Jong-im          |
| 158                       | Moranbong          | Kwong Hyuk-bong      |
| 159                       | Haebang            | Kim Dok-il           |
| 160                       | Pyoldong           | Jang Ung             |
| 161                       | Hyoksin            | Choe Ji-son          |
| 162                       | Hwaebul            | Pyo Hui-song         |
| 163                       | Chonjin            | Yong Man-sik         |
| 164                       | Chasongkang        | Kil Lyae-suh         |
| 165                       | Ponghwasan         | Kim Hyo              |
| 166                       | Kumkangsan         | Kim Yong-hua         |
| 167                       | Saedok             | Kim Hong-kon         |
| 168                       | Soksu              | Ryang Suh-jong       |
| 169                       | Ryonpho            | Sin Ung-sik          |
| 170                       | Cheyak             | Ri Sung-ho           |
| 171                       | Subok              | Kim Yong-il          |
| 172                       | Chikdong           | Kim Yon-hua          |
| 173                       | Ryongak            | Ri Nyong-kun         |
| 174                       | Tokchon            | Jo Won-taek          |
| 175                       | Kongwon            | Kim Myong-il         |
| 176                       | Chenam             | Choe Jong-ryul       |
| 177                       | Chongsong          | Kim Chol-ung         |
| 178                       | Sangdok            | Hyon Ung-sil         |
| 179                       | Changsang          | Kim Myong-hui        |
| 180                       | Taedong            | Kim Hyong-sik        |
| 181                       | Sijong             | Sin An-son           |
| 182                       | Yonkok             | Ho Thaek             |
| 183                       | Chungsan           | An Kuk-thae          |
| 184                       | Kwangje            | Ro Tu-chol           |
| 185                       | Phungjong          | Lee Kyo-man          |
| 186                       | Phyongwon          | Ko Chang-suh         |
| 187                       | Wonhwa             | Son Suk-kun          |
| 188                       | Opha               | Won Jong-sam         |
| 189                       | Unbong             | Jon Chang-rim        |
| 190                       | Hanchon            | So Lan-hui           |
| 191                       | Sukchon            | Ri Hak-song          |
| 192                       | Ryongdok           | Kim Jae-hua          |
| 193                       | Yoldusamchon       | Kim Jong-kil         |
| 194                       | Namyang            | Han Uh-chol          |
| 195                       | Komsan             | Lo Bae-kwon          |
| 196                       | Mundok             | Kim Bong-suh         |
| 197                       | Ribsok             | Jang Man-chol        |
| 198                       | Ryongo             | Ri Ju-o              |
| 199                       | Songchon           | Kim Hyae-yong        |
| 200                       | Kunja              | Pak Jong-kun         |
| 201                       | Sinsongchon        | Choe Chil-nam        |
| 202                       | Changrim           | Kang Ryon-hak        |
| 203                       | Sinyang            | Sin Jae-won          |
| 204                       | Yangdok            | Ri Myong-chol        |
| 205                       | Tongyang           | Kim Yong-sun         |
| 206                       | Unsan              | Song Kwong-chol      |
| 207                       | Chonsong           | Kwak Chol-ho         |
| 208                       | Kubong             | Mun Bong-ryong       |
| 209                       | Chaedong           | Choe Yong-dok        |
| 210                       | Haksan             | Kim Hua-yong         |
| 211                       | Mangil             | Pak Kyong-sam        |
| 212                       | Pukchang           | An Dong-chun         |
| 213                       | Songnam            | Kim Jae-ryong        |
| 214                       | Okchon             | Ho Sang-jong         |
| 215                       | Inpho              | Kim Chang-jon        |
| 216                       | Maengsan           | Kim Jong             |
| 217                       | Nyongwon           | Jon Yong-son         |
| 218                       | Taehung            | O Ik-jae             |
| 219                       | Hoechang           | Ri Hong-sam          |
| 220                       | Sinjak             | Pak Myong-hun        |
| 221                       | Chongnam           | Kim Hui-suk          |
| 222                       | Komunkum           | Kim Ik-chol          |
| 223                       | Tukjang            | Ri Yong Jun          |
| 224                       | Unkok              | Pak Myong-son        |
| 225                       | Sinuiju            | Pak Hak-son          |
| 226                       | Paeksa             | Jon Kyong-son        |
| 227                       | Namjung            | Kim In-sun           |
| 228                       | Minpho             | Choe Kwong-chol      |
| 229                       | Sumun              | Kim Hak-chol         |
| 230                       | Chinson            | Hong Son-ok          |
| 231                       | Ryusang            | Jong Myong-hak       |
| 232                       | Wai                | Kim Kum-sil          |
| 233                       | Sokha              | Kim Jong-hyup        |
| 234                       | Rakchong           | Kim Dang-suh         |
| 235                       | Yonha              | Paek Bok-nam         |
| 236                       | Kusong             | Kim Byong-ryul       |
| 237                       | Paeksok            | Cha Myong-ok         |
| 238                       | Panghyon           | Kim Kyo-kwon         |
| 239                       | Namchang           | Choe Hyuk-chol       |
| 240                       | Chahung            | Jang Jae-an          |
| 241                       | Chongju            | Ryang Kyong-bok      |
| 242                       | Tokon              | Tong Jong-ho         |
| 243                       | Koan               | Ho Jong-ok           |
| 244                       | Namho              | Ri Chol-man          |
| 245                       | Kalsan             | So Chun-yong         |
| 246                       | Sakju              | Kim Pyong-hae        |
| 247                       | Phungnyon          | Pak Chun-kon         |
| 248                       | Suphung            | Kang Nung-su         |
| 249                       | Chongsong          | Thae Hyong-chol      |
| 250                       | Phihyon            | Yun Dong-hyon        |
| 251                       | Ryangchaek         | Uh Sun-yong          |
| 252                       | Paekma             | Kim Byong-hun        |
| 253                       | Ryongchon          | Han Byong-man        |
| 254                       | Pukjung            | Ri Ki-suh            |
| 255                       | Ryongampho         | Jong Son-mun         |
| 256                       | Sinam              | Pak Song-sil         |
| 257                       | Yomju              | Suh Un-ki            |
| 258                       | Tasa               | Ri Kyong-bom         |
| 259                       | Oeha               | Kim Uh-chol          |
| 260                       | Cholsan            | Kim Bong-il          |
| 261                       | Kasan              | Kim Yun-sok          |
| 262                       | Tongrim            | Jon Ho-chol          |
| 263                       | Chongkang          | Jo Song-yun          |
| 264                       | Sinkok             | An Yong-hyun         |
| 265                       | Sonchon            | Jim Kyong-hui        |
| 266                       | Wolchon            | Ri Sang-kun          |
| 267                       | Samsong            | O Ung-chang          |
| 268                       | Inam               | Ri Kwong-kon         |
| 269                       | Kwaksan            | So Sung-chol         |
| 270                       | Wonha              | Yun Chol-yong        |
| 271                       | Chojang            | Kim Kwong-lin        |
| 272                       | Unjon              | Ri Yong-min          |
| 273                       | Taeo               | An Min-chol          |
| 274                       | Posok              | Mun Jae-chol         |
| 275                       | Pakchon            | Jong Yong-suh        |
| 276                       | Toksam             | Yo Min-hyon          |
| 277                       | Maengjung          | Kim Byong-hua        |
| 278                       | Nyongbyon          | Jong Ok-dong         |
| 279                       | Phalwon            | Kang Chu-ryon        |
| 280                       | Kujang             | Kim Young-kil        |
| 281                       | Ryongdung          | Ri Hui-chon          |
| 282                       | Ryongmun           | An Min-hul           |
| 283                       | Suku               | Ri Jong-kuk          |
| 284                       | Hyangsan           | Pak Jong-jin         |
| 285                       | Thaephyong         | Jong Chang-ryol      |
| 286                       | Unsan              | An Sung-ok           |
| 287                       | Phungyang          | Kang Yong-sop        |
| 288                       | Choyang            | Pak Chun-sam         |
| 289                       | Thaechon           | Kim Ung-chol         |
| 290                       | Unhung             | Kang Kil-yong        |
| 291                       | Hakbong            | Paek Nam-il          |
| 292                       | Chonma             | Kim Yong-ho          |
| 293                       | Choak              | Hong Kum-son         |
| 294                       | Uiju               | Hong Chol-soo        |
| 295                       | Unchon             | Ji Sang-min          |
| 296                       | Tokryong           | Hwang Yun-nam        |
| 297                       | Taekwan            | Ryo Won-ku           |
| 298                       | Taeryong           | Kang Chang-uk        |
| 299                       | Changsong          | Kim Il-ho            |
| 300                       | Tongchang          | Kye Yong-sam         |
| 301                       | Pyokdong           | Pak Sun-hui          |
| 302                       | Sindo              | Mun Ung-jo           |
| 303                       | Yaksan             | Ho Nam-sun           |
| 304                       | Haechong           | Sun Kyong-nam        |
| 305                       | Ubpha              | Kim Chun-ryo         |
| 306                       | Okkye              | Kim Dong-jin         |
| 307                       | Soae               | Ri Su-yong           |
| 308                       | Sokchon            | Ri Jong-mu           |
| 309                       | Hakhyon            | Yun Yang-kyun        |
| 310                       | Pyoksong           | Jo Kum-suk           |
| 311                       | Chukchon           | Jin Sang-chol        |
| 312                       | Kangryong          | Kim Rak-hui          |
| 313                       | Pupho              | Jo Il-ki             |
| 314                       | Kumdong            | Ko In-ho             |
| 315                       | Ongjin             | Kim Ok-kyu           |
| 316                       | Raengjong          | Yun Ryang-sok        |
| 317                       | Samsan             | Choe Yong-nam        |
| 318                       | Chonsan            | Ku Myong-ok          |
| 319                       | Thaethan           | Kim Chang-sik        |
| 320                       | Kwasan             | Ri Tae-sik           |
| 321                       | Changyon           | Kwon Tae-mun         |
| 322                       | Rakyon             | Shin Son-ho          |
| 323                       | Samchon            | An Chun-sop          |
| 324                       | Talchon            | Kim Yoo-kun          |
| 325                       | Songhwa            | Choe Eun             |
| 326                       | Unryul             | Ri Chun-hui          |
| 327                       | Kumsanpho          | Song Hyo-nam         |
| 328                       | Changryon          | Pak Song-ho          |
| 329                       | Unchon             | Ri Byong-chol        |
| 330                       | Ryangdam           | Cha Jun-sik          |
| 331                       | Anak               | Shim Jae-ul          |
| 332                       | Wolji              | Choe Young-ho        |
| 333                       | Taechu             | Kim Jong-il          |
| 334                       | Omkos              | Kim Jong-kwan        |
| 335                       | Sinchon            | Kim Yoo-ho           |
| 336                       | Saenal             | Song Jun-taek        |
| 337                       | Saekil             | Han Sang-sun         |
| 338                       | Panjong            | Jong Myong-do        |
| 339                       | Chaeryong          | Pak Won-sik          |
| 340                       | Samjikang          | Kim Jong-gak         |
| 341                       | Changkuk           | Kim Jin-chol         |
| 342                       | Pukji              | Jun Il               |
| 343                       | Sinwon             | Kim Myong-kuk        |
| 344                       | Muhak              | O Kwang-sik          |
| 345                       | Pongchon           | Ju Jong-kyong        |
| 346                       | Sindab             | Jo Kyong-chol        |
| 347                       | Paechon            | Ri Yong Kil          |
| 348                       | Kumsong            | Kim Yong-chun        |
| 349                       | Chongchon          | Ho Song-il           |
| 350                       | Unbong             | Kim Kwan-chol        |
| 351                       | Kumkok             | Kim Kum-chol         |
| 352                       | Yonan              | Han Jong-jin         |
| 353                       | Ohyon              | Kim Chol             |
| 354                       | Songho             | Ri Song-guk          |
| 355                       | Chonthae           | Byon In-son          |
| 356                       | Haewol             | Kim Kwong-il         |
| 357                       | Chongdan           | Pak Sung-won         |
| 358                       | Namchon            | Ri Song-bok          |
| 359                       | Tokdal             | Jae Mun-sok          |
| 360                       | Hwayang            | Lim Kong-yun         |
| 361                       | Ryongyon           | Hyon Yong-chol       |
| 362                       | Kumi               | Choe Bu-gil          |
| 363                       | Kwail              | Ju Sun-chol          |
| 364                       | Sindae             | Ri Jong-bu           |
| 365                       | Sariwon            | Yun Kyong-so         |
| 366                       | Wonju              | Kim Chun-sam         |
| 367                       | Mikok              | Ju Song-nam          |
| 368                       | Sonkyong           | Choe Song-un         |
| 369                       | Kwangsong          | Ri Si-joong          |
| 370                       | Chongbang          | Kim Kwang-hyon       |
| 371                       | Unha               | Chon Jae-kwon        |
| 372                       | Kuchon             | Kim Won-hong         |
| 373                       | Songrim            | Kim Bae-jong         |
| 374                       | Sokthab            | Ri Yong-ho           |
| 375                       | Tangsan            | Ri Song-sun          |
| 376                       | Kaesong            | Hyon Chol-hae        |
| 377                       | Tonghyon           | Pak Dong-hak         |
| 378                       | Sonjuk             | Yon Hak-song         |
| 379                       | Unhak              | Yon Jong-lin         |
| 380                       | Tokam              | Kim Song-dok         |
| 381                       | Phyonghwa          | Ri Kuk-jun           |
| 382                       | Ryongsan           | Kim Yong-jom         |
| 383                       | Kaephung           | Ju Sang-song         |
| 384                       | Hwangju            | Ji Yong-chun         |
| 385                       | Chongryong         | Kim Jong-ho          |
| 386                       | Samjong            | Kim Chong-sup        |
| 387                       | Hukkyo             | U Tong-chuk          |
| 388                       | Yonthan            | Ryu Kyong            |
| 389                       | Misan              | Paek Sol             |
| 390                       | Pongsan            | Song Yun-hui         |
| 391                       | Madong             | Bong Chan-ho         |
| 392                       | Chongkye           | Jong Myong-sil       |
| 393                       | Kuyon              | Jo Hae-suk           |
| 394                       | Unpha              | Jo Hae-suk           |
| 395                       | Kangan             | Choe Thae-bok        |
| 396                       | Kwangmyong         | Chae Kang-hwan       |
| 397                       | Rinsan             | Kwak Pom-gi          |
| 398                       | Taechon            | Kim Chung-kal        |
| 399                       | Sohung             | Pak Jae-pil          |
| 400                       | Poman              | Kim Chol-kuk         |
| 401                       | Suan               | Ryang Hui-chol       |
| 402                       | Namjong            | Hwang Sun-hui        |
| 403                       | Yonsan             | Ko Kyu-il            |
| 404                       | Holdong            | La Chang-ryol        |
| 405                       | Sinphyong          | Ri Chol-ho           |
| 406                       | Mannyon            | Lo Ik-hua            |
| 407                       | Koksan             | Ri Won-il            |
| 408                       | Phyongam           | Kim Yong-ae          |
| 409                       | Sinkye             | Choe Song-won        |
| 410                       | Chongbong          | Kang Min-chol        |
| 411                       | Chuchon            | Choe Jang-son        |
| 412                       | Phyongsan          | Lim Song-bok         |
| 413                       | Chongsu            | Kim Mu-jon           |
| 414                       | Kumchon            | Kim Jong-ok          |
| 415                       | Hyonnae            | Ho Jong-man          |
| 416                       | Thosan             | Ri Sae-yuk           |
| 417                       | Yangsa             | Han Dong-kun         |
| 418                       | Changphung         | Ri Song-chol         |
| 419                       | Kuhwa              | Ko Byong-som         |
| 420                       | Sangwon            | Min Dong-sik         |
| 421                       | Myongdang          | Choe Han-chun        |
| 422                       | Chunghwa           | Ri Song-ho           |
| 423                       | Chaesong           | Liu Myong-kum        |
| 424                       | Sungho             | Hwang In-bom         |
| 425                       | Mathan             | Choe Ryong-hae       |
| 426                       | Wonmyong           | Choe Yong-son        |
| 427                       | Kangkye            | Ri Sung-jin          |
| 428                       | Yonju              | Pak Myong-sik        |
| 429                       | Puchang            | Kim Hui-bong         |
| 430                       | Yahak              | Kim Ji-song          |
| 431                       | Sokhyon            | Ri Song-kwan         |
| 432                       | Oeryong            | Ri Chol-ho           |
| 433                       | Naeryong           | Pak Ui-chun          |
| 434                       | Manpho             | Choe Kwang-chol      |
| 435                       | Kuo                | Pak Yong-pal         |
| 436                       | Munak              | Ri Chun-il           |
| 437                       | Huichon            | Ju Jin-kuh           |
| 438                       | Solmoru            | Hwang Bong-yong      |
| 439                       | Chuphyong          | Ri Chol (Ri Su-yong) |
| 440                       | Chongnyon          | Ri Jong-hyuk         |
| 441                       | Chonphyong         | An Kyong-ho          |
| 442                       | Songkan            | Ri Kyo-sang          |
| 443                       | Songryong          | Ri Chon-bok          |
| 444                       | Chonchon           | Sok Yon-su           |
| 445                       | Hakmu              | Han Song-chol        |
| 446                       | Koin               | Kim Dong-un          |
| 447                       | Ryongrim           | Jon Byong-ho         |
| 448                       | Tongsin            | Kwak Yong-nam        |
| 449                       | Songwon            | Choe Song-kon        |
| 450                       | Changkang          | Kim Hae-lin          |
| 451                       | Hyangha            | Kim Kwong-ju         |
| 452                       | Rangrim            | Ju Byong-ju          |
| 453                       | Hwaphyong          | Paek Se-bong         |
| 454                       | Chasong            | Kim Chol             |
| 455                       | Chungkang          | Son Yong-ung         |
| 456                       | Sijung             | Jo Sae-yong          |
| 457                       | Wiwon              | Kang Jong-nam        |
| 458                       | Ryangkang          | An Sung-hui          |
| 459                       | Chosan             | Choe Chan-kon        |
| 460                       | Kophung            | Kim Chun-il          |
| 461                       | Usi                | Jong Chun-sil        |
| 462                       | Sekil              | Ju Kyu-chang         |
| 463                       | Kwanphung          | Lyom Hui-ryong       |
| 464                       | Changdok           | Pak To-chun          |
| 465                       | Pongchun           | Sin Kwan-jin         |
| 466                       | Myongsok           | Lo Hae-sun           |
| 467                       | Wonnam             | Kim Chae-lan         |
| 468                       | Phohwa             | Kim Kwang-chol       |
| 469                       | Pokmak             | Lyom In-yun          |
| 470                       | Kalma              | Ri Chang-han         |
| 471                       | Munchon            | Choe Ki-ryong        |
| 472                       | Munphyong          | Ri Sung-kwan         |
| 473                       | Okphyong           | Kim In-nam           |
| 474                       | Chonnae            | Pak Kum-hui          |
| 475                       | Hwara              | Lim Yong-hua         |
| 476                       | Anbyon             | Kang Byong-hu        |
| 477                       | Paehwa             | Ri Yong-don          |
| 478                       | Kosan              | Sim Sang-dae         |
| 479                       | Puphyong           | Kim Ryong-sil        |
| 480                       | Solbong            | Ri Jong-suk          |
| 481                       | Thongchon          | Kim Du-hyon          |
| 482                       | Songjon            | Byon Ung-kyu         |
| 483                       | Kosong             | Hong Sok-jin         |
| 484                       | Onjong             | Kim Won-il           |
| 485                       | Kumkang            | So Man-sul           |
| 486                       | Soksa              | Lyu Yong-som         |
| 487                       | Changdo            | Kim Kwong-il         |
| 488                       | Kimhwa             | Han Won-il           |
| 489                       | Songsan            | Kim Yon-hyuk         |
| 490                       | Hoeyang            | Ri Il-som            |
| 491                       | Sepho              | Kwon Kum-ryong       |
| 492                       | Huphyong           | Kim Jin-kyu          |
| 493                       | Phyongkang         | Kim Jong-sim         |
| 494                       | Pokkye             | Uh Du-tae            |
| 495                       | Cholwon            | Ji Jong-kwan         |
| 496                       | Naemun             | Kim Yong-sik         |
| 497                       | Ichon              | Choe Hui-chong       |
| 498                       | Phankyo            | So Jong-dok          |
| 499                       | Pobdong            | Sin Tae-song         |
| 500                       | Somun              | Son Kum-hwal         |
| 501                       | Samil              | Jon Song-ung         |
| 502                       | Sangsinhung        | Kim Yong-chae        |
| 503                       | Tonghungsan        | Kim In-bok           |
| 504                       | Sosang             | Jo Chung-han         |
| 505                       | Phungho            | O Kwang-chol         |
| 506                       | Hoesang            | Sim Sang-jin         |
| 507                       | Sekori             | O Ryong-il           |
| 508                       | Chongsong          | Ri Hwan-ki           |
| 509                       | Toksan             | Mun Yong-chol        |
| 510                       | Sapho              | Ri Chol-pong         |
| 511                       | Saekori            | Sim Il-chol          |
| 512                       | Choun              | Bae Myong-sik        |
| 513                       | Hungdok            | Kang Pil-hun         |
| 514                       | Hungso             | Kim Hong-su          |
| 515                       | Haean              | Pak Jae-kyong        |
| 516                       | Unjung             | Choe Yong-hyuk       |
| 517                       | Chonki             | Kim Il-chol          |
| 518                       | Ryujong            | Paek Jong-sun        |
| 519                       | Soho               | Han Chun-sik         |
| 520                       | Sinpho             | Ri Song-ho           |
| 521                       | Phungo             | Choe Jin-su          |
| 522                       | Ohang              | Kim Song-hun         |
| 523                       | Yanghwa            | Kim Hyon-jin         |
| 524                       | Tanchon            | Kim Tae-son          |
| 525                       | Ssangryong         | Sim Jong-taek        |
| 526                       | Sindanchon         | Jong Sun-kum         |
| 527                       | Omong              | Choe Jong-sik        |
| 528                       | Ryongdae           | Kim Pung-ki          |
| 529                       | Kwangchon          | Kim Chol-won         |
| 530                       | Paekkumsan         | Sok Won-chun         |
| 531                       | Kumkol             | Song Kwang-dok       |
| 532                       | Pukdu              | Kim Su-jo            |
| 533                       | Sudong             | Jang Byong-tae       |
| 534                       | Ryongphyong        | Nam Yong-hal         |
| 535                       | Changdong          | Kang Hyong-pyo       |
| 536                       | Kowon              | Kim Ki-uh            |
| 537                       | Puraesan           | Jong Yong-chol       |
| 538                       | Yodok              | Yu Kyong-hak         |
| 539                       | Kumya              | Kim Sung-chol        |
| 540                       | Inhung             | JongYong-kil         |
| 541                       | Kajin              | Kim Sok-sun          |
| 542                       | Kwangmyongsong     | Ri Jong-son          |
| 543                       | Chungnam           | Ri Chong-hua         |
| 544                       | Chongphyong        | Sin Byong-kang       |
| 545                       | Sondok             | Kim Sung-nam         |
| 546                       | Sinsang            | Ri Yong-chol         |
| 547                       | Chowon             | Ri Yong-ae           |
| 548                       | Toksan             | Ri Yong-su           |
| 549                       | Changjin           | Kim Song-ki          |
| 550                       | Yangji             | Bee Dal-sun          |
| 551                       | Pujon              | Mun Yong-son         |
| 552                       | Sinhung            | Chu Yong-suk         |
| 553                       | Sangwonchon        | Ri Chu-ok            |
| 554                       | Puhung             | Jon Kil-su           |
| 555                       | Yongkwang          | Yu Kyong-suk         |
| 556                       | Sujon              | Ri Hyo-son           |
| 557                       | Kisang             | Liu Kyong-ok         |
| 558                       | Hamju              | Jong Dok-yong        |
| 559                       | Kusang             | Pak In-ju            |
| 560                       | Tongbong           | Kim Man-sang         |
| 561                       | Sangjung           | Ri Kwang-nam         |
| 562                       | Sojung             | Ho Hak               |
| 563                       | Samho              | Jong Byong-kun       |
| 564                       | Hongwon            | Jong Myong-hak       |
| 565                       | Sanyang            | Choe Hyon            |
| 566                       | Unpho              | Ju Sung-sun          |
| 567                       | Toksong            | Kong Sung-il         |
| 568                       | Changhung          | Ri Mu-yong           |
| 569                       | Pukchong           | Kim Chol-yong        |
| 570                       | Sinchang           | Min Byong-chol       |
| 571                       | Sinbukchong        | Kim Pong-chol        |
| 572                       | Chonghung          | Km Din-ku            |
| 573                       | Riwon              | Sin Chol-ho          |
| 574                       | Rahung             | Kim Hua-wal          |
| 575                       | Chaejong           | Jon Dee-won          |
| 576                       | Hochon             | Ri Jae-son           |
| 577                       | Sinhong            | Song Chun-som        |
| 578                       | Sangnong           | Ri Ho-lim            |
| 579                       | Kumho              | Pak Thae-won         |
| 580                       | Ranam              | Sun Hyon-nom         |
| 581                       | Rabuk              | Pak Yong-lee         |
| 582                       | Namchongjin        | O Ryong-deek         |
| 583                       | Puyun              | Kim Su-gil           |
| 584                       | Songphyong         | O Su-yong            |
| 585                       | Sabong             | Jo Myong-rok         |
| 586                       | Kangdok            | Kim Won-su           |
| 587                       | Susong             | Han Jong-bin         |
| 588                       | Sunam              | Jon Ku-kang          |
| 589                       | Malum              | Ko Son-ok            |
| 590                       | Phohang            | Song Yong-sin        |
| 591                       | Subuk              | Jong Mun-su          |
| 592                       | Namhyang           | Choe In-ho           |
| 593                       | Sinjin             | Jon Hae-song         |
| 594                       | Kyodong            | Kim Byong-pal        |
| 595                       | Chongam            | Hong Song-nam        |
| 596                       | Ryonjin            | Ri Mun-yong          |
| 597                       | Kwanhae            | Pak Chang-dok        |
| 598                       | Hoeryong           | Lio Chun-sok         |
| 599                       | Osandok            | Jyo Bong-chun        |
| 600                       | Mangyang           | Jang Chun-kun        |
| 601                       | Yuson              | Ri Mun-bong          |
| 602                       | Songam             | Kim Jae-dong         |
| 603                       | Chonghak           | Hwang Yong-sam       |
| 604                       | Chekang            | Kim Kwang-suk        |
| 605                       | Changphyong        | Kim Chong-sun        |
| 606                       | Haksong            | Choe Kwan-su         |
| 607                       | Kilju              | Ri Chol-ho           |
| 608                       | Ilsin              | Hwang Kang-chol      |
| 609                       | Chunam             | Kim Kum-ok           |
| 610                       | Yongbuk            | Jong Yong-su         |
| 611                       | Hwadae             | Kang Yong-tae        |
| 612                       | Ryongpho           | Kim Song-ho          |
| 613                       | Myongchon          | Kim Yong-chol        |
| 614                       | Ryongam            | Jo Sun-sil           |
| 615                       | Myongkan           | Cha Kyong-il         |
| 616                       | Ryongban           | Ja Chong-kun         |
| 617                       | Kukdong            | Bang Kwan-bok        |
| 618                       | Orang              | Li Tae-som           |
| 619                       | Odaejin            | Pak Song-ki          |
| 620                       | Kyongsong          | Kim Yong-jin         |
| 621                       | Hamyon             | Kim Ryong-kun        |
| 622                       | Sungam             | Ha Sae-un            |
| 623                       | Puryong            | Song Sun-lyo         |
| 624                       | Musan              | Yun Byong-sok        |
| 625                       | Soedol             | Pak Hui-dok          |
| 626                       | Sangchang          | Choe Kwan-chun       |
| 627                       | Yonsa              | Dong Hun             |
| 628                       | Onsong             | O Sae-kwan           |
| 629                       | Wangjaesan         | Kim Chun-kum         |
| 630                       | Chongsong          | Tae Jong-hon         |
| 631                       | Kyongwon           | Li Jong-sik          |
| 632                       | Kokonwon           | Kim Tae-bong         |
| 633                       | Ryongbuk           | Kim Chol-ho          |
| 634                       | Kyonghung          | Li Kwang-nam         |
| 635                       | Haksong            | Song Ryong-su        |
| 636                       | Obong              | Ju Chun-som          |
| 637                       | Hyesan             | Kim Min-suk          |
| 638                       | Hyejang            | Ko Ki-hon            |
| 639                       | Thabsong           | Jon Song-ho          |
| 640                       | Songbong           | Kim Yong-song        |
| 641                       | Ryonbong           | Song Kum-ok          |
| 642                       | Sinpha             | Kim Hyong-chan       |
| 643                       | Phophyong          | Jo Chang-bam         |
| 644                       | Koub               | Ryang Yong-ho        |
| 645                       | Phungsan           | Jon Sung-hun         |
| 646                       | Pochon             | Choe Kil-ju          |
| 647                       | Samjiyon           | Pyo Il-sok           |
| 648                       | Taehongdan         | Jin Byong-som        |
| 649                       | Paekam             | Ro Song-ung          |
| 650                       | Yuphyong           | Hwang Min            |
| 651                       | Unhung             | Ri Ku-ok             |
| 652                       | Saengjang          | Song Jong-hui        |
| 653                       | Kabsan             | Hong Sok-hyong       |
| 654                       | Oil                | Kim Song-jong        |
| 655                       | Phungso            | Kim Son-won          |
| 656                       | Samsu              | Kim Chong-sik        |
| 657                       | Hangku             | Jon Kwang-lok        |
| 658                       | Hupho              | Sok Kil-ho           |
| 659                       | Munae              | Kim Myong-sok        |
| 660                       | Konkuk             | Pak Su-kil           |
| 661                       | Ryusa              | Pak Dong-jun         |
| 662                       | Waudo              | Jong Yong-son        |
| 663                       | Namsan             | Pak Song-nam         |
| 664                       | Taedae             | Pak Kwang-chol       |
| 665                       | Kapmun             | Ri Yong-jin          |
| 666                       | Kangso             | Hong Lin-som         |
| 667                       | Sohak              | Kim Su-yol           |
| 668                       | Chongsan           | Kim Myong-hui        |
| 669                       | Soki               | Han Myong-song       |
| 670                       | Tokhung            | Choe Sae-kwan        |
| 671                       | Chonrima           | Pak Chol-ho          |
| 672                       | Kangson            | So Hong-chan         |
| 673                       | Pobong             | Jong Hyong-suk       |
| 674                       | Hwasok             | Ri Bong-juk          |
| 675                       | Taean              | Jang In-suk          |
| 676                       | Oksu               | Ri Il-nam            |
| 677                       | Ryongkang          | Kim Kyong-ho         |
| 678                       | Okdo               | Kim Hyong-dok        |
| 679                       | Onchon             | Kim Dong-il          |
| 680                       | Haeun              | Jang Byong-kwan      |
| 681                       | Sohwa              | An Mun-hak           |
| 682                       | Kwisong            | Kim Chol             |
| 683                       | Rajin              | Choe Ki-jun          |
| 684                       | Tongmyong          | Om Ha-jin            |
| 685                       | Changphyong        | Yon Tae-jong         |
| 686                       | Sonbong            | Song Jong-su         |
| 687                       | Ungsang            | Han Myong-kuk        |